# Sirenuca

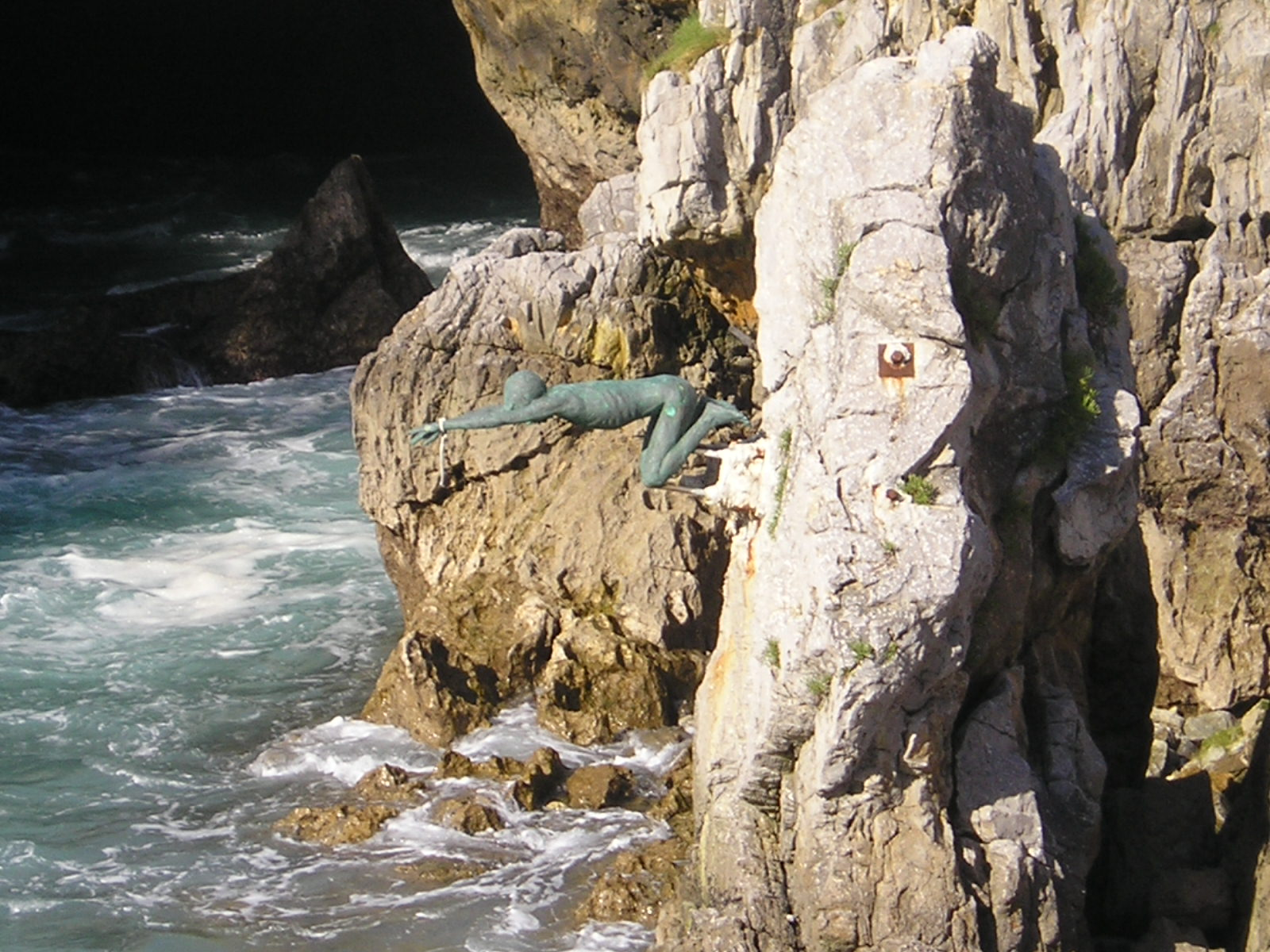
Acantilados de Castro-Urdiales.

Una Sirena o Sirenuca (nombre con el que llaman a las sirenas en Cantabria) es un ser mitad mujer (de cintura arriba) y mitad pez (de cintura para abajo) siendo esta parte una gran cola de pescado. El origen de las sirenas como las conocemos hoy en día son una transformación de las sirenas originales, las cuales según los antiguos griegos eran mitad mujer mitad pájaro. Me parece necesario recalcar que pese a la idea muy extendida (sobre todo por películas como: La Sirenita) de que las sirenas cubrían sus pechos con caracolas, desde un punto de vista realista y siguiendo la lógica de las leyendas y mitologías, esto es totalmente erróneo. Al igual que pasa con otras criaturas las sirenas probablemente habitaron todo el Mar Cántabrico, habiendo registros escasos de casos muy concretos, como es el de la Sirenuca de Castro Urdiales.

## Leyenda
Joven castreña (gentilicio de Castro Urdiales) de gran belleza la cual era muy aficionada a mariscar en los acantilados (en sus partes más recónditas y peligrosas, pero con una pesca más abundante) a la vez que cantaba al compás de las olas y se miraba con el espejo de nácar que llevaba consigo, muchas veces escapando así de ocuparse de sus obligaciones. Pese a hacerlo su madre siempre se permanecía preocupada hasta su llegada, conocedora del riesgo que corría y aconsejándole a esta que al menos mariscara con el resto de mariscadores; consejo el cual la joven no aprobaba. Esto, lo cual se daba de forma continua, hartó a su madre la cual, lejos de desear lo que luego sucedió, le dijo a su hija a modo de regañina:
“Así permita el Dios del cielo que te vuelvas pez”
Fue así que la siguiente vez que la joven fue a marisquear por su cuenta en los acantilados se le cayó el espejo de nácar; intentó entonces recuperarlo agachándose, pero perdiendo el equilibrio acabó en el agua. Pese a lo agitado del mar la joven logró volver a acercarse a las rocas, descubriendo así que no podía subir ya que sus piernas se habían convertido en una gran cola de pez. De esta forma, y como castigo divino por haber evitado hacer sus tareas, la muchacha se convirtió en sirenuca. Desde entonces se dedicó a cantar, avisando a si a los marineros la presencia de rocas para que no naufragarán en días de niebla o por la noche; llegando a convertirse en un ser muy conocido para estos y apreciado. Sucedió un día que un pescador por accidente atrapó en su red a la sirenuca y viendo que esta pesaba mucho la subió a la barca, una vez hecho esta como hipnotizado por la belleza de la joven el pescador no se resistió a besarla, rompiendo así el castigo de la joven la cual recuperó sus piernas y terminó casándose con el pescador. Sin embargo y pese haber recuperado su forma humana, la joven era infeliz pues añoraba el mar e ir a los acantilados dónde se sentía libre y cantaba, fue así que retomó dicha costumbre y en cierta ocasión volvió a divisar entre las aguas el espejo de nácar que antaño había perdido, queriendo recuperarlo se precipitó al agua, de forma que volvió a convertirse en sirenuca, esta vez para siempre. Se dice que su esposo, gravemente apenado, se suicidó arrojándose desde uno de los acantilados.